# Aeroportul Internațional Ashgabat
Aeroportul Internațional Ashgabat (IATA: ASB, ICAO: UTAA) este un aeroport din Provincia Ahal, Turkmenistan ce deservește zona Așgabat. Aeroportul a fost tranzitat în 2018 de 2.450.000 de pasageri. A fost deschis în 1994 și numit după zona deservită.
Situat la o altitudine de 211 m, aeroportul dispune de 3 piste. Este operat de Turkmenistan Airlines⁠(d).

## Infrastructură

### Piste
Aeroportul dispune de 3 piste: 
- pista 12L/30R din beton, cu dimensiunile 3.800 m ×
- pista 12R/30L din beton, cu dimensiunile 2.989 m ×
- pista 11/29 din asfalt, cu dimensiunile 1.800 m ×